# Kongsberg Gruppen

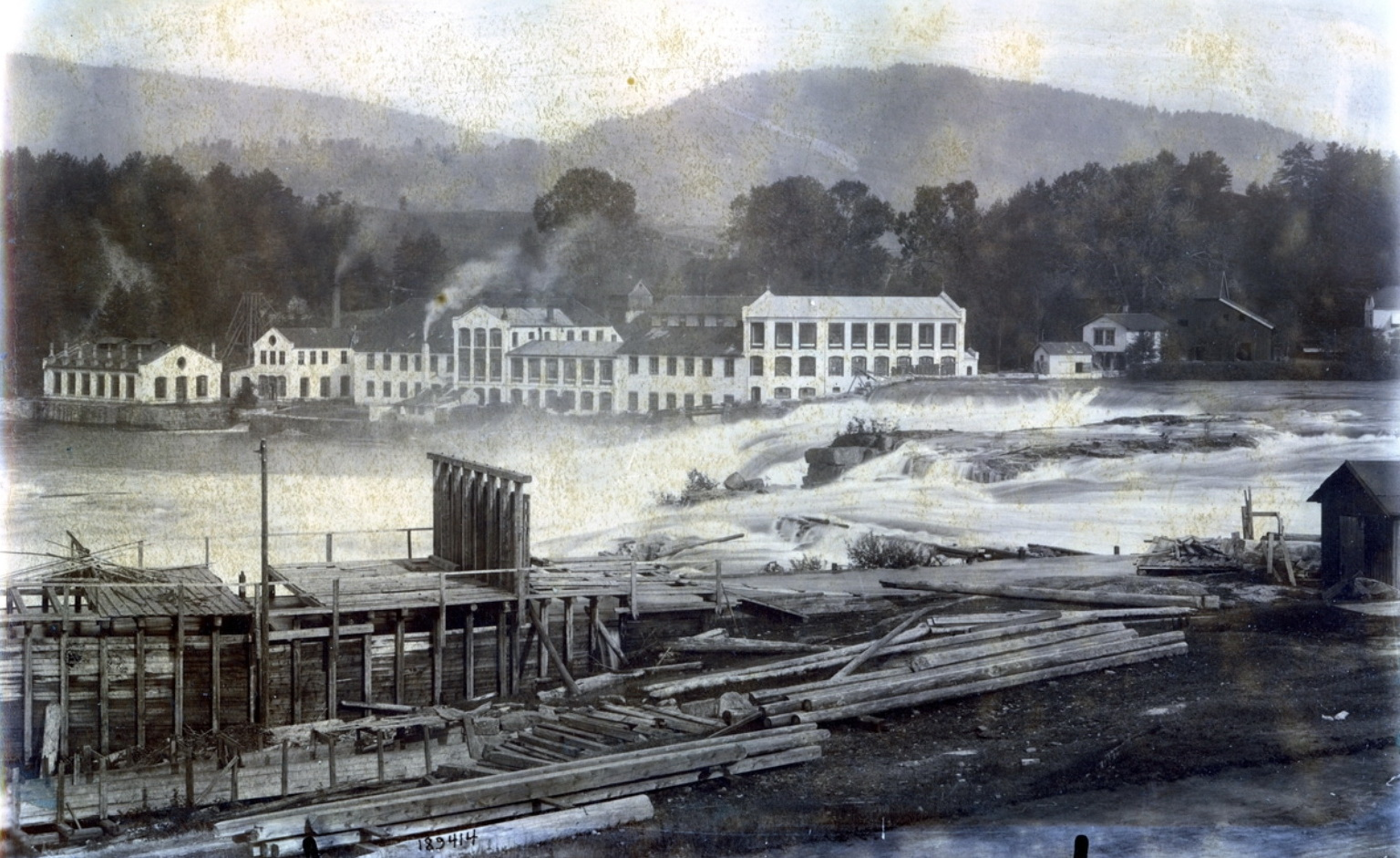
Kongsberg Våpenfabrikk gefotografeerd door Jules David in 1899

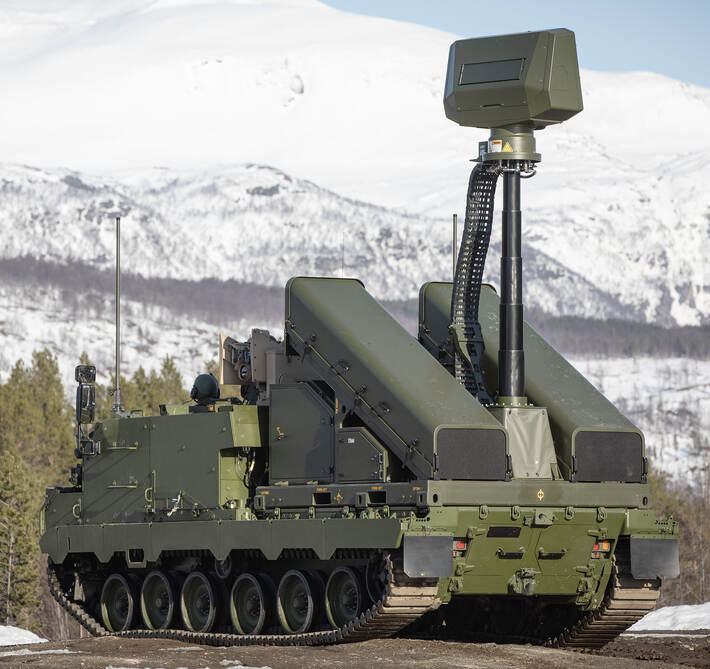
NOMADS op ACSV G5 rupsvoertuig

Kongsberg Gruppen {KOG), "De Kongsberg Groep", is het grootste Noorse defensiebedrijf en scheepvaartautomatiseerder. De onderneming is genoemd naar- en gevestigd in de voormalige mijnstad Kongsberg.

## Geschiedenis
Het bedrijf werd in 1814 opgericht als Kongsberg Våpenfabrikk (Kongsberg Wapenfabriek). Na de ontbinding van de eenheidsstaat met Denemarken werd het noodzakelijk om de onafhankelijkheid en veiligheid van Noorwegen met militaire middelen te waarborgen. Kongsberg  produceerde geweren voor het Noorse leger.
Begin 1918 begon het bedrijf ook producten voor de civiele markt te maken. Drie jaar later kwamen de eerste gereedschappen op de markt, waaronder steeksleutels, spiraalboren, beitels, schaven, zaagbladen en tangen. In de jaren 1930 ging Kongsberg Våpenfabrikk onder licentie luchtdoelkanonnen maken. Tijdens de Tweede Wereldoorlog stond de fabriek onder controle van de Duitse Wehrmacht.
In 1974 werd het Canadese Kongsberg Mesotech opgericht voor de ontwikkeling van onderwater onderzoeksystemen.
Het bedrijf leed verlies en alle civiele activiteiten werden verkocht. De naam van het bedrijf werd in 1987 gewijzigd in Norsk Forsvarsteknologi (NFT) (Noorse Defensietechnologie). De aandelen van het bedrijf kregen een notering aan de beurs van Oslo in 1993. De Noorse staat bezit 50% van de aandelen. De naam werd in 1995 veranderd in het huidige Kongsberg Gruppen. In 1997 werd Kongsberg Maritime gekocht en met de bestaande Kongsberg Defence & Aerospace vormde dit de twee hoofdactiviteiten.
In 2016 nam de onderneming een belang van 49,9% in het Finse defensiebedrijf Patria, de maker van de Patria XA-188 GVV pantserwagen. Er werd € 272 miljoen voor betaald. Patria heeft op haar beurt de helft van de aandelen van Nammo in handen, een Noorse fabrikant van munitie.

## Activiteiten
KOG is onderverdeeld in vier bedrijfsonderdelen, waarbij KDA en KM veruit de grootste zijn. Tezamen maken zij ongeveer 90% van de totale omzet uit:
- Kongsberg Defence & Aerospace (KDA) ontwikkelt en produceert defensie- en lucht- en ruimtevaartsystemen. Enkele bekende producten zijn National Manoeuvre Air Defence System (NOMADS), mobiel grond-luchtraketafweersysteem voor korte afstand, en  Norwegian Advanced Surface-to-Air Missile System (NASAMS) een grond-luchtraketafweersysteem.
- Kongsberg Maritime (KM) maakt geavanceerde maritieme elektronica voor zeegaande schepen, variërend van kleine vissers- tot cruiseschepen, olietankers en booreilanden. Het is de grootste leverancier van dynamische positioneringssystemen. Het heeft vestigingen over de hele wereld, waaronder in het Nederlandse Spijkenisse.
- Kongsberg Discovery, vanaf 1 januari 2023 een aparte divisie, daarvoor de Sensor & Robotics divisie binnen KM.
- Kongsberg Digital, vanaf 2016 actief.